# Abacetus percoides
Abacetus percoides là một loài bọ chân chạy thuộc phân họ Pterostichinae. Loài này được Fairmaire mô tả lần đầu năm 1868.